# Paul Robeson
Paul LeRoy Bustill Robeson (9 tháng 4 năm 1898 - 13 tháng 1 năm 1976) là một người đa tài và đặc biệt là một danh ca người da đen của Mỹ.

### Tuổi thơ
Cha của ông xuất thân là người mục sư da đen làm nô lệ cho một đồn điền. Robeson 6 tuổi mồ côi mẹ, và lớn lên nhờ sự dạy dỗ của bố. Bố anh rất yêu thương anh, nhưng cũng rất nghiêm khắc. Từ khi học bậc tiểu học, ông đã luôn kiểm tra tình hình học tập của con. Bố của anh biết tiếng Latin và môn đại số nên Robeson không thể nói dối ông được. Bố của anh chưa bao giờ tỏ ra tự hào về con trai mình, dù thành tích của anh luôn đứng đầu lớp chỉ vì kết quả của anh chưa thực sự tuyệt đối. Theo ông, con trai mình có học giỏi nhất mà vẫn chưa đạt đến điểm tuyệt đối, thì có điểm tuyệt đối để làm gì? Hiểu được ý cha, Robeson chưa bao giờ tự đắc, và kết quả của anh luôn là số 1.

### Đại học
Robeson học đại học tại Đại học Colombia, không những học giỏi mà anh còn là một danh thủ thể thao. Anh có chân trong đội tuyển thể thao ở 13 trường đại học cho 4 môn: bóng đá, bóng rổ, ném đĩa, bóng chày. Hơn 20 tuổi, Robeson là cầu thủ chuyên nghiệp của Liên đoàn Bóng đá quốc gia. Với khối lượng cơ thể lên tới 1 tạ và chiều cao 1,90 m, anh còn được mời làm tuyển thủ quyền Anh chuyên nghiệp nhưng bố anh không đồng ý.